# 브리티시 레일랜드

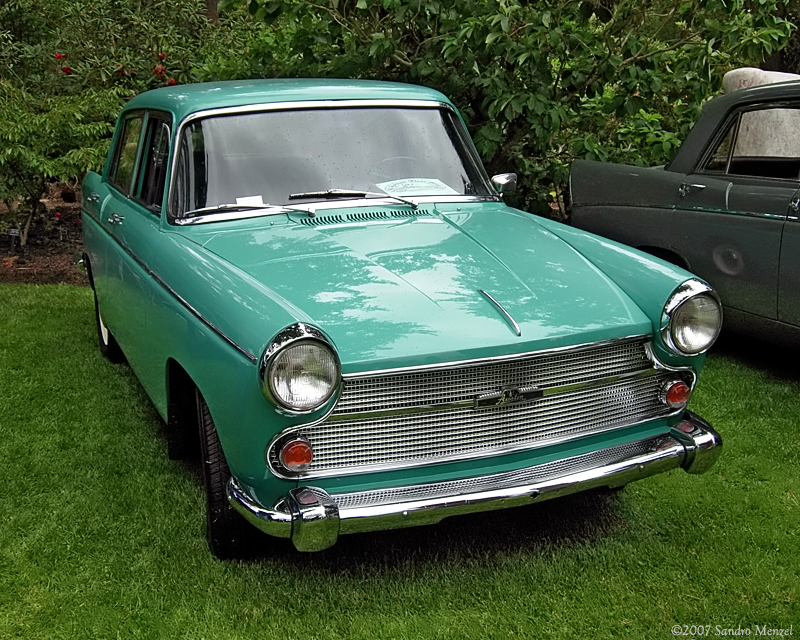
1962년 세단 오스틴 케임브리지

브리티시 레일랜드(British Leyland)는 1968년 영국에서 BLMC(British Leyland Motor Corporation Ltd)라는 사명으로 설립된 자동차 엔지니어링 및 제조 복합기업이었다. 이 기업은 레일랜드 모터스와 브리티시 모터 홀딩스의 합병을 통해 탄생하였다. 부분적으로 1975년 국유화되었다. 영국 소유 자동차 산업의 상당수를 통합하면서 1968년 영국 자동차 시장 점유율의 40%를 차지하였다.
재규어 자동차, 로버 자동차, 랜드로버 등 수익성 좋은 브랜드들과 베스트셀러 모델 미니와 같은 브랜드를 보유하였으나 BLMC는 1975년 파산하여 부분 국유화되었다.

## 같이 보기
- 국유화